# Kwaku Dua I
Kwaku Dua Panin (né Fredua Agyeman ; vers 1797 - 27 avril 1867) est le huitième Asantehene de l'Empire Ashanti du 25 août 1834 jusqu'à sa mort.

## Biographie

### Dynastie

#### Origine
Kwaku Dua naît sous le nom de Fredua Agyeman vers 1797. Son père est le Nkwantananhene (haute fonction administrative) Boakye Yaw Kuma et sa mère est l'Asantehemaa Amma Sewaa, fille de l'Asantehemaa déchue Akyaama. 
Le contexte familial dans lequel grandit Kwaku Dua se trouve au coeur d'un important conflit dynastique et l'affecte fortement durant son règne ensuite. En effet, vers 1800, l'Asantehene Osei Kwame Panyin fuit à Juaben avec sa soeur Amma Sewaa dans l'espoir d'y gouverner à l'écart du pouvoir central de Kumasi détenu par Konadu Yaadom et ses alliés. Les autres fils d'Amma Sewaa sont exécutés par les partisans de Konadu Yaadom tandis que tous les survivants du yafunu (cercle familial) d'Akyaama se trouvent exilés à Juaben. Konadu Yaadom et ses partisans s'évertuent alors d'écarter tout prétendant de cette branche dynastique à la succession du trône royal.
Kwaku Dua prend part aux combats contre le Gyaman, un état situé à 200 km au nord de Kumasi, de 1818 à 1819, et s'illustre particulièrement au combat lorsqu'il commande une division à la bataille de Katamanso en 1826. Mais c'est également durant cette période qu'il se retrouve affecté par une autre crise dynastique, celle qui oppose Adoma Akosua à Osei Bonsu, reproduisant des schémas similaires à précédemment, développant davantage chez lui une aversion pour les conflits dynastiques et le principe de rotation.

#### Nouvelle maison dynastique
Kwaku Dua n'est pas le fils d'un oheneba (un chef de clan d'ascendance royale), mais bien d'une origine agnatique fragile. Ivor Wilks décrit les unions d'Amaa Sewaa comme étant trois mariages morganatiques qui ne devraient pas permettre à ses enfants d'avoir de prétention sur le trône royal. Gérard Pescheux confirme, par son analyse des liens de pouvoirs ashanti, que Kwaku Dua n'a pas de légitimité à occuper celui-ci.
Selon McCaskie, la condition d'exilé à Juaben influence profondément la personnalité de Kwaku Dua qui noue une forte relation avec sa soeur, Afua Sapon, seule survivante avec lui de ce yafunu. Il souffre également des allusions négatives sur son ascendance paternelle et maternelle. Il n'est dès lors pas porteur de grands noms ashanti, ni des maisons dynastiques d'Osei Tutu Ier et Opoku Ware Ier. Au décès d'Osei Bonsu, il est pressenti pour lui succéder, mais Osei Yaw Akoto se saisit du siège en tant qu'héritier désigné. Kwaku Dua sera nommé héritier désigné au milieu des années 1820.
En 1834, Kwaku Dua Panin succède à Osei Yaw Akoto. Ses épouses comprennent Nana Takyiau et sa sœur, Nana Konadu Somprema. Les enfants de sa soeur, Afua Sapon, permettent l'émergence d'une nouvelle maison dynastique au sein du clan Oyoko. Sa fille, Afua Kobi, se marie en 1830 et donne naissance à cinq enfants dont Kofi Karikari, Mensa Bonsu et Yaa Akyaa. 
Afin de garantir la pérennité de sa nouvelle maison dynastique, il fait exécuter ou déchoir de leurs fonctions les ahenemma (royales des maisons d'Osei Tutu et Opoku Ware) afin de s'assurer une transition vers une succession patrilinéaire et matrilinéaire exclusive à sa maison dynastique. 

## Règne

### Conflits
De 1841 à 1844, Kwaku Dua Panin combat les Gonja et Dagomba au nord. En 1863, les Ashanti envahissent le territoire au sud qui est alors sous protection britannique, ce qui envenime les relations avec les Britanniques.
Durant les années 1850, un important conflit oppose Kwaku Dua à sa soeur Afua Sapon, alors Asantehemaa. Osei Kwadwo, le fils de cette dernière, est alors héritier désigné. Mais Afua Kobi, sa soeur, souhaite le remplacer par l'un de ses trois fils (Kwabena Anin, Kofi Karikari et Mensa Bonsu). Elle fait circuler des rumeurs qui accusent Afua Sapon et Osei Kwadwo d'avoir utilisé de la sorcellerie pour tuer l'Asantehene. Convaincu par les rumeurs insistantes et le témoignage d'un serviteur, Kwaku Dua les fait arrêter et ils sont déclarés coupables. Ils sont condamnés à l'exil et Afua Kobi devient Asantehemaa. Son fils, Kwabena Anin, devient l'héritier désigné. Osei Kwadwo est étranglé rituellement pour ne pas faire couler de sang et Afua Sapon se suicide sur ordre de son frère.
À la suite de ce conflit dynastique, Kwaku Dua s'évertue d'éliminer ses opposants politiques afin de continuer à renforcer la position de sa maison dynastique. Il marie ses fils aux royales des générations suivantes pour garantir une succession jusqu'à ses petits-fils. Cette période est parfois considérée comme une purge. Il renforce les liaisons endogamiques en mariant six de ses fils aux descendantes d'Afua Sapon.

### Relation avec les Européens
Témoins des fréquents sacrifices humains à Ashanti, les Néerlandais sont convaincus que les Ashanti disposent d'une vaste main-d'œuvre, dont une partie peut être mise à la disposition de l'armée royale néerlandaise. Le 18 mars 1837, Kwaku Dua Panin signe un accord avec le roi Guillaume Ier des Pays-Bas pour fournir des recrues Ashanti, dont un millier rejoignent l'armée néerlandaise des Indes orientales dans un délai d'un an en échange d'armes.
Jacob Huydecoper (en), un Euro-Africain de la Côte-de-l'Or d'Elmina, ouvre une agence de recrutement à Kumasi à cette fin. Le recrutement étant toujours censé être volontaire, les esclaves proposés à l'agent recruteur reçoivent une avance. Dans le cadre de l'accord, deux princes Ashanti, Kwasi Boachi - le fils de Kwaku Dua Panin - et Kwame Poku, doivent être éduqués aux Pays-Bas. Boachi a finalement obtenu son diplôme de l'Académie royale de Delft et est devenu le premier ingénieur minier noir aux Pays-Bas qui continue à avoir une carrière distinguée dans les Indes orientales. En 1841, Kwaku Dua reçut une calèche à quatre roue tirée par des chevaux de la part de Thomas Birch Freeman au nom de la Wesleyan Missionary Society. 

### Projets d'infrastructure
Kwaku Dua organise la construction de nouvelles rues pour remplacer les anciennes rues étroites de Kumasi pour la commodité de sa voiture. En 1841, il ordonna la construction de ponts appropriés sur les cours d'eau de la région métropolitaine.

### Décès et succession
Avant son décès, il désigne son petit-fils Agyeman Kofi comme son successeur. Cependant, son choix ne sera pas respecté. Ce petit-fils ne deviendra Asantehene qu'en 1884 sous le nom de Kwaku Dua II. Kwaku Dua Panin décède subitement le 24 avril 1867; il est remplacé par Kofi Karikari puisqu'Agyeman Kofi n'a alors que dix ans. L'historien McCaskie écrit qu'au moment de sa mort cette année-là, l'Adaka Kesie (le coffre contenant les réserves de devises disponibles d'Ashanti) est plein d'une valeur de près de 180 000 mperedwan, soit environ 1 440 000 £ au 19e siècle.